# Ben Hebert
Ben Hebert (n. 16 martie 1983, Regina, Saskatchewan, Canada) este un jucător de curl ce a reprezentat Canada, medaliat olimpic. A participat la 2 ediții ale Jocurilor Olimpice (2010, 2018) în care a câștigat o medalie de aur.